# Akanthomyces novoguineensis
Akanthomyces novoguineensis är en svampart som beskrevs av Samson & B.L. Brady 1982. Akanthomyces novoguineensis ingår i släktet Akanthomyces och familjen Cordycipitaceae.   Inga underarter finns listade i Catalogue of Life.